# Distrikt Tarma
Der Distrikt Tarma liegt in der Provinz Tarma in der Region Junín in Zentral-Peru. Der Distrikt wurde im Jahr 1822 gegründet. Er besitzt eine Fläche von 446 km². Beim Zensus 2017 wurden 50.471 Einwohner gezählt. Im Jahr 1993 lag die Einwohnerzahl bei 54.829, im Jahr 2007 bei 50.165. Sitz der Provinz- und Distriktverwaltung ist die 3053 m hoch gelegene Stadt Tarma mit 41.528 Einwohnern (Stand 2017).

## Geographische Lage
Der Distrikt Tarma liegt am Westrand der peruanischen Zentralkordillere im Südwesten der Provinz Tarma. Der Río Tarma entwässert das Areal in Richtung Nordost.
Der Distrikt Tarma grenzt im Westen an die Distrikte La Oroya und Paccha (beide in der Provinz Yauli), im Norden an die Distrikte La Unión und Acobamba, im äußersten Osten an den Distrikt Tapo, im Südosten an den Distrikt Huaricolca sowie im Süden an den Distrikt Pomacancha (Provinz Jauja).

## Ortschaften
Im Distrikt gibt es neben dem Hauptort folgende größere Ortschaften:
- Carhuacatac (475 Einwohner)
- Cochas Alto (215 Einwohner)
- Huanuquillo (467 Einwohner)
- Huinco (399 Einwohner)
- Jacahuasi (393 Einwohner)
- Mullucro (211 Einwohner)
- Pomachaca (1002 Einwohner)
- Sacsamarca (571 Einwohner)
- San Sebastian de Collpa (378 Einwohner)
- Tarmatambo (905 Einwohner)